# 少年疾駆
『少年疾駆』（しょうねんしっく）は、附田祐斗による日本の漫画。『週刊少年ジャンプ』（集英社）において、2010年25号から同年40号まで連載された。話数単位は「no.○○」と表記される。

## 登場人物

### 主要人物
大鳥 晴輝（おおとり はるき）
主人公。御崎FCの不動のエース。背番号9番。フォワード。身長157cm。体重39kg。8月3日生まれ。B型。二辻小学校6年3組。白いヘッドバンドを付けている。去年地区大会得点王で史上初5年生にして神奈川県東部地区大会MVPを獲得。必殺は高速ドリブル。非常にかっこつけたがりで、いかにかっこつけるかを日々探求している。脳内に「かっこつけリスト」が存在し、そこには様々なケースに応じたかっこつける術が記されている。試合で急成長する創造力を持つプレイヤー。陣明に勝つため同じチャンピオンズリーグに出ることを目標にする。山茂商店のベンチは特等席。練習後のアイスは日課。好きな選手はメッシでお気に入りのメーカーはアディダス。アイスと駄菓子が好物で木登りと夏が好き
陣明 薫（じんみょう かおる）
準主人公。晴輝達のクラスに転校して来て、御崎FCに入る。背番号10番。攻撃的ミッドフィルダー。身長156cm。体重38kg。5月25日生まれ。AB型。目標はチャンピオンズリーグの決勝の舞台に立つこと。クールな美少年であり、クラスの女子からモテており、そのことを晴輝に妬まれている。晴輝に一方的にライバル視されており、つっかかって来るごとに、適当にあしらっている（もしくは無視）。晴輝の事を「おもしろい奴」と称す。何をしても画になる。好きな選手は中田英寿でお気に入りのメーカーはナイキ。ホワイトシチューとカルボナーラ・スパゲッティが好物で冬とサッカー雑誌を読むのが好き
朝希 ちか（あさき ちか）
ヒロイン。二辻小学校6年3組。身長144cm。7月12日生まれ。A型。真面目な性格で自分勝手なことばかりする男子が嫌い。晴輝を毛嫌いしていたが真剣にサッカーに取り組む彼の姿を見て、次第に好意を抱くようになる。阿久井に惚れられているが、まったく気づいていない。林檎が好物。
駒澤 聡（こまざわ そう）
御崎FCの不動のキャプテン。背番号4番。ディフェンダー。身長160cm。体重43kg。10月30日生まれ。O型。二辻小学校6年3組。晴輝の親友であり、常時、彼にふりまわされている。晴輝とは対照的に、かなりの常識人。安定したディフェンスする。1年前、晴輝と共に5年生にしてレギュラーとして活躍していた。好きな選手はベルント・シュスターでお気に入りのメーカーはアディダス。プレーンオムレツが好物で歴史小説を読むのが好き

### 御崎FC
狭山 瞬次郎（さやま しゅんじろう）
身長149cm。体重36kg。背番号11番。ミッドフィルダー。クールな性格であり、俊足。好きな選手はロベルト・カルロスでお気に入りのメーカーはディアドラ。から揚げが好物で格ゲーが好き。
三木 司（みき つかさ）
ウィング。童顔。
八幡 照一（やはた しょういち）
ゴールキーパー。
堀川 憲秀（ほりかわ のりひで）
サイドバック。
時田 裕介（ときた ゆうすけ）
サイドバック。
岩村 猛章（いわむら たけあき）
センターバック。
武藤 晃（むとう あきら）
ボランチ。
赤坂 竜之介（あかさか りゅうのすけ）
ボランチ。長髪の美少年。
末芳監督（すえよし かんとく）
御崎FCの監督。酒好き。
片山（かたやま）コーチ
御崎FCのコーチ。大学4年。就職活動中。FCの皆から馬鹿にされている。聡は自分の味方だと思っている。

### セボーラFC
阿久井 優（あくい まさる）
二辻小学校6年1組。セボーラFCセンターフォアード。身長179.6cm。自称鋼の肉体美、天空の王者。自分に優しくたしなめてくれる女性に弱いタチでちかに好意を寄せる。今年必ずスタメンに入っている。
久原 遼（くはら りょう）
セボーラFCミッドフィールダー。今年必ずスタメンに入っている。

### 渡井SSC
瀬能（せのう）
渡井SSCキャプテン。あふれんばかりの知識を持っていると自称する。試合場所に大量の本を持ち込んだりもする。必勝戦術大鳥シフトで晴輝の動きを封じ試合に勝とうとするが、予想していなかった陣明の上手さに圧倒され混乱し、結果的に御崎FCに完膚なきまでに叩きのめされた。

### 二辻小学校
秦（はた）
二辻小学校6年3組。晴輝の友達。旗持ち。自称「旗持ちの旗」
野石（のいし）
二辻小学校6年3組。晴輝の友達。ノッポ。自称「ノッポの野石」
九金（くがね）
二辻小学校6年3組。晴輝の友達。眼鏡をかけている。自称「眼鏡の九金」
籐堂 小夜子（とうどう さやこ）
二辻小学校6年3組。身長159cm。7月28日生まれ。O型。ちかの友達。駒澤に淡い恋心を抱いている。辛いものが好物でバスケが得意
玉村 美結 (たまむら みゆう)
身長140cm。4月2日生まれ。AB型。ちかの友達。少し引っ込み思案。お汁粉が好物で裁縫が得意

## 用語
御崎FC（みさきエフシー）
神奈川県内でも有数の実力を誇る少年サッカークラブ。

## 単行本
1. 少年たちは夢をみる ISBN 978-4-08-870094-6　　※併録 57th
2. 夢の舞台へ― ISBN 978-4-08-870119-6